# Ross Cheever
Ross Cheever (ur. 12 kwietnia 1964 roku w Rzymie) – amerykański kierowca wyścigowy. Młodszy brat byłego kierowcy Formuły 1 Eddie Cheevera.

## Kariera
Cheever rozpoczął karierę w międzynarodowych wyścigach samochodowych w 1984 roku od startów w Brytyjskiej Formule 3, gdzie czterokrotnie stawał na podium, a trzykrotnie na jego najwyższym stopniu. Z dorobkiem 39 punktów uplasował się na piątej pozycji w klasyfikacji generalnej. W tym samym roku nie ukończył wyścigu Grand Prix Makau. W późniejszych latach pojawiał się także w stawce Formula Pacific New Zealand International Series, Formuły 3000, SCCA/Escort Endurance Championship, American Racing Series, Mita Copiers NZ International Formula Mondial Series, World Sports-Prototype Championship, Japońskiej Formuły 3000, All Japan Sports Prototype Car Endurance Championship, Japońskiej Formuły 3, 24-godzinnego wyścigu Le Mans oraz IndyCar World Series.
W Formule 3000 Amerykanin został zgłoszony do wyścigu na torze Birmingham Superprix w sezonie 1986 z brytyjską ekipą Eddie Jordan Racing. Jednak nie zakwalifikował się do wyścigu.